# 로버트 코헤인

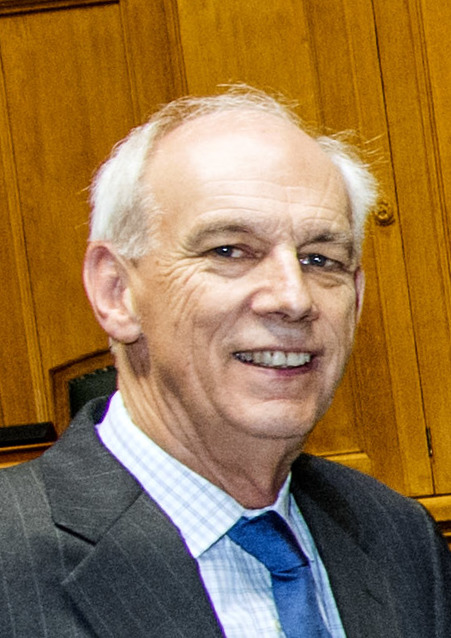

로버트 오언 코헤인(Robert Owen Keohane, 1941년 10월 3일 ~ )은 국제 관계와 국제 정치 경제 분야에서 활동하는 미국의 학자이다. 《헤게모니 이후 》(1984년)의 저서에 이어 1970년대 국제관계에서 초국가적 관계와 세계정치는 물론 신자유주의적 제도주의 이론과도 폭넓게 연관돼 있다.
그는 프린스턴 대학 명예교수이며, 스왈스모어 칼리지, 듀크 대학교, 하버드 대학교, 스탠포드 대학교에서 교편을 잡고 있다.